# Лінкін Вадим Віталійович
Вади́м Віта́лійович Лі́нкін — лейтенант  Збройних сил України.

## З життєпису
Станом на травень 2014 року — навідник-оператор, командир танка — молодший сержант Євген Бєляєв.
Станом на березень 2017 року — курсант Одеської військової академії.

## Нагороди
31 жовтня 2014 року за особисту мужність і героїзм, виявлені у захисті державного суверенітету та територіальної цілісності України, вірність військовій присязі під час російсько-української війни, відзначений — нагороджений орденом «За мужність» III ступеня.